# Садова вулиця (Одеса)
Садо́ва ву́лиця (до 1911 року — Садова, 1911–1920 — Столипіна, 1920–1941 — Олександра Хмельницького, з 1941 року — Садова) — центральна вулиця в Одесі. Починається від Нового базару на вул. Торговій і закінчується перетином з вул. Преображенською в районі Соборної площі та переходить у Дерибасівську. Має уздовж всього лише два квартали.

## Назва
3 жовтня 1911 міською Думою було прийнято рішення про перейменування на вулицю із Садової на Столипіна з клопотанням в установленому порядку. 5 грудня 1920 вулицю перейменовують на Хмельницького на честь Олександра Ісаковича Хмельницького, одесита, більшовика, Голови Одеського комітету більшовиків з 1917 року, комісара юстиції Одеського РНК з 1918 року, члена Президії ВУЦВК, народного комісара юстиції УРСР з 1919 року. З 1941 року вулиця знову носить назву Садової.

## Історія
На вулиці здав на знаходиться головпоштамт, тому вважається, що саме ця вулиця є центральною, але часто центральною також називають вулицю Дерибасівську.
На Садовій також знаходився Торговий дім Кюльпе, що здійснював оптові поставки та роздрібну торгівлю аптекарськими товарами, хірургічними інструментами, перев'язувальними матеріалами, тільки входившими в ужиток «кімнатними душами» і вже зарекомендувавшими себе бритвами фірми «Gillette», фотоапаратами, інше і інше. Крім цього на Садовій вулиці продавали дитячий одяг, валізи, друкарські машинки, ювелірні вироби, чоловічі головні убори, зброю — в закритому для сторонніх покупців магазині Економічного Товариства офіцерів, а багато іншого, що потрібне цьому поважному стану, — у магазині «Офіцерські речі» І . Мазуренко. Десятки офіцерів найвищих звань красувалися в мундирах від «короля» одеських «військових кравців» з дивним прізвищем «Журочка» на Садовій, сотні акторів отримували жаданий ангажемент через найстаріше в Російській імперії, відкрите ще в 1877 році «Театральне бюро Генрі Бейзерт» (№ 14) та тисячі гімназистів сиділи над зошитами виробництва відомого «Дитятківського Товариства їжо-паперових фабрик», яке тримало свій фірмовий магазин в будинку № 21. Тут же містилася спеціалізована торгівля інструментами, приладдям і пристосуваннями для «дамського рукоділля» Циммермана та магазин Генерального постачальника для всієї Російської імперії новомодної «американської непромокаючої білизни „Універсал“ Є. Ваккера», у якого можна було придбати також гаманці, портмоне, портсигари, запонки та інші предмети, необхідні чоловікам для дотримання тодішнього етикету.
Але адреса «Садова, 21» була відома всій Одесі виключно завдяки розташованій тут аптеці, що належала власнику будинку Гаєвському та його компаньйонові Поповському. Це був, мабуть, найбільш респектабельний серед йому подібних, заклад: витончено видрукувані сигнатурки із зображенням аптеки, мікстури та краплі — тільки в «фірмових» пляшечках з литим написом Аптека А. Гаєвського і А. Попівського, термометри — з такою ж, фабрично виконаної маркою… Аптека являла собою сімейну справу, оскільки її лабораторією завідував магістр Болеслав Антонович Гаєвський, син одного з власників. Сам же Антон Еразмовіч Гаєвський був ще й гласним Міської Думи, що відповідає нинішньому депутату міської Ради, головою «Міський комісії для розробки питання про реорганізацію справи піклування підкидьків», кандидатом у члени «Комісії для розробки питання про спосіб експлуатації міських лиманів», членом Правління благодійного Товариства при Римсько-католицької церкви Одеси, секретарем Павловського пологового притулку, членом Товариства боротьби з туберкульозом, нарешті, домовласником. Аптека залишилась і по нині та багато одеситів самого різного віку досі називають її старим ім'ям.

## Будинки
Будинок № 3 — будівля Земського банку Херсонської губернії, пам'ятка архітектури місцевого значення.
У домі № 9 на розі з вулицею Всеволода Змієнка жив українській актор Іван Твердохліб.